# 栗原雅直
栗原 雅直（くりはら まさなお、1930年2月17日 - 2024年7月29日）は、日本の精神科医。

## 人物・来歴
東京生まれ。東京大学医学部医学科卒業、東大病院精神神経科に入局。1960年東大大学院生物系研究科博士課程修了。医学博士。2年間のパリ大学留学後、東大病院医局長、1966年虎の門病院勤務。初代精神科部長。川端康成の主治医を務めた。1990年大蔵省診療所長。財務省診療所カウンセラー。。2019年4月ー2022年3月医療法人社団飛白会虎の門山下メンタルクリニック院長 。

## 著書
- 『川端康成 精神医学者による作品分析』中央公論社 1982 のち文庫
- 『壁のない病室 異常と正常のはざまで』中央公論社 1990 のち文庫（副題「ある精神科医の記録」）
- 『健康は自分で守ろう フォアグラなんかにならないで』中央公論社 1994 「健康を約束する45章」ふたばらいふ新書
- 『成人病予防マニュアル』中央公論社 1996
- 『お医者さんの食卓』朝日新聞社 1997
- 『現代病心とからだ』中央公論社 1998
- 『カルテの内側 心の病いを癒します』毎日新聞社 1998
- 『最新お酒の健康医学 酒呑みへのグッド・レター』双葉社(ふたばらいふ新書)1999
- 『大丈夫か、日本人! 百人目の十七歳への不安』風涛社 2000
- 『食はこころの宅配便 ガチョク先生の食談義』風濤社 2002
- 『職場のメンタルヘルス』診療新社 (心の医学新書)　2003
- 『心を軽くする習慣教えます よりみちハートクリニック』成美文庫　2007

## 共編著
- 現代精神医学大系 第15巻 A 薬物依存と中毒 1 加藤正明共編 中山書店 1977.1

## 翻訳
- 臨床精神薬理学 ジャン・ドレ、ピエール・ドニケル 秋元波留夫共訳 紀伊国屋書店 1965
- 実験精神病理学 アンリ・バリュック 豊田純三共訳 白水社 1968 文庫クセジュ